# Subprovíncia de Tokachi
Tokachi (十勝総合振興局, Tokachi-sōgō-shinkō-kyoku) é uma subprovíncia de Hokkaidō, Japão. Em 2004, sua população era de 360.802 habitantes e sua área de 10,830.99km².
O aeroporto Tokachi-Obihiro está localizado na cidade de Obihiro.

## Geografia

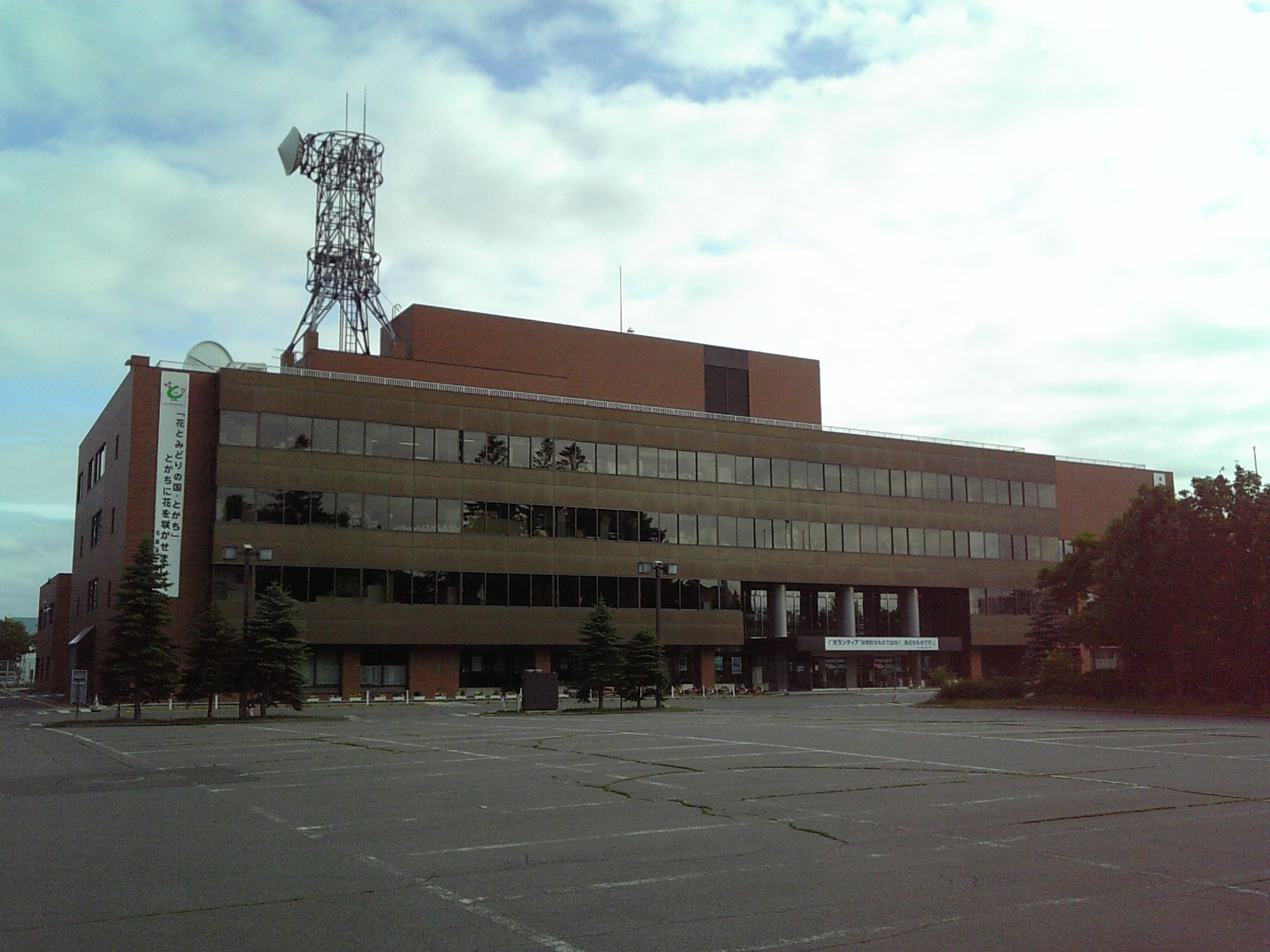
Prédio do governo da subprovíncia de Tokachi

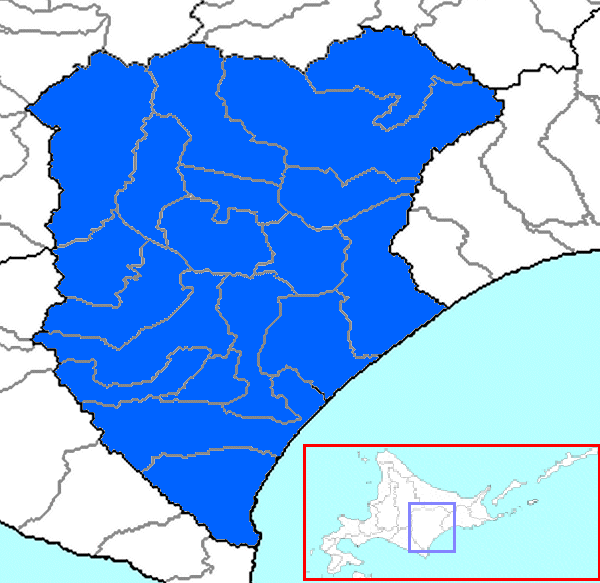
Subprovíncia de Tokachi

### Cidades
- Obihiro (capital)

### Vilas e aldeias por Distritos
- Distrito de Ashoro
  - Ashoro
  - Rikubetsu
- Distrito de Hiroo
  - Hiroo
  - Taiki
- Distrito de Kamikawa
  - Shimizu (Tokachi)
  - Shintoku
- Distrito de Kasai
  - Memuro
  - Nakasatsunai
  - Sarabetsu
- Distrito de Katō
  - Kamishihoro
  - Otofuke
  - Shihoro
  - Shikaoi
- Distrito de Nakagawa
  - Honbetsu
  - Ikeda (Tokachi)
  - Makubetsu
  - Toyokoro
- Distrito de Tokachi
  - Urahoro